# Lipa (Matulji)
Lipa es una localidad de Croacia en el municipio de Matulji, condado de Primorje-Gorski Kotar.

## Geografía
Se encuentra a una altitud de 513 m s. n. m. a 190 km de la capital nacional, Zagreb.

## Historia
La localidad fue atacada y quemada por tropas nazis el 30 de abril de 1944, matando a 269 personas, incluyendo mujeres y niños. Parte del pueblo está protegido como un memorial, y en el antiguo edificio escolar se inauguró una colección del museo en 1968.

## Demografía
En el censo 2011 el total de población de la localidad fue de 129 habitantes.
| Gráfica de población de Lipa 1857-2011                              |
|                                                                     |
| Según los censos de población de la oficina estadística de Croacia. |